# Ritorno alla terra (film)
Ritorno alla terra è un film del 1934 diretto da Mario Franchini.

## Produzione
Secondo film dopo La città dell'amore del 1933 scritto, prodotto da Marcella Albani e diretto dal marito, il giornalista Mario Franchini.

## Trama
Una coppia di giovani sposi Maria e Franco al termine del loro viaggio di nozze decidono di stabilirsi nel paese dello sposo, per fare del loro futuro una vita campestre come avevano sognato, ma l'impatto con gli altri abitanti non è buono, Maria è trattata in modo ostile anche per una vecchia storia che Franco aveva avuto con una ragazza del luogo tempo prima.
Ma tutto cambia quando miracolosamente Maria salva la vita da una morte certa, il piccolo bambino, figlio di una contadina, il paese le sarà riconoscente.

## La critica
« Il tema , offerto dal titolo, presenta vaste possenti possibilità di sviluppi e realizzazioni, ed un film italiano che porta un tal titolo avrebbe dovuto darci ben altro, invece di una storiella di beghe familiari. Siamo rimasti delusi noi che per il ritorno alla terra intendiamo il ritorno alla semplicità, alla bontà, e alla bellezza grande della vita...» Dino Falconi nel Popolo d'Italia del 10 agosto 1934.